# Regering-Van de Vyvere
De regering-Van de Vyvere (13 mei 1925 - 17 juni 1925) was een Belgische minderheidsregering. Het was een homogeen katholieke regering. Naast katholieke ministers waren er ook twee technici aanwezig in de regering.  De regering volgde de regering-Theunis III op en werd opgevolgd door de regering-Poullet.

## Verloop
De regering kwam tot stand tijdens de, voor die tijd zeer lange, regeringscrisis, volgend op de verkiezingen van 5 april 1925, waarbij de socialisten een grote overwinning hadden behaald. Na eerdere formatiepogingen door Emile Vandervelde en Charles de Broqueville werd Aloys Van de Vyvere formateur op 8 mei 1925. Om uit de impasse te komen, vormde hij op 13 mei een minderheidskabinet van katholieke ministers, aangevuld met twee extra-parlementaire technici. Dit was vooral een tactische zet om zijn eigen Katholieke Partij, die verdeeld was in conservatieve en christendemocratische vleugels, rond een gemeenschappelijk programma te verenigen.
Bij de voorstelling van de regering op 20 mei in de Kamer van Volksvertegenwoordigers werd snel duidelijk dat de regering niet moest rekenen op gedoogsteun van de andere partijen. De regering diende haar ontslag in op 22 mei en nam de lopende zaken waar tijdens de volgende formatiepogingen door Adolphe Max en Prosper Poullet, tot uiteindelijk de vorming van de regering-Poullet op 17 juni 1925.

## Samenstelling
De regering-Van de Vyvere telde 8 ministers.
| Ambtsbekleder                                           | Ambtsbekleder | Ambtsbekleder                       | Functie                                                  | Partij                        |
| ------------------------------------------------------- | ------------- | ----------------------------------- | -------------------------------------------------------- | ----------------------------- |
|                                                         |               | Aloys Van de Vyvere (1871-1961)     | Minister Financiën                                       | Katholieke Unie               |
|                                                         |               | Léon Théodor (1853-1934)            | Minister Justitie                                        | extraparlementair (katholiek) |
| Minister ad interim Wetenschappen en Kunsten            |               | Léon Théodor (1853-1934)            |                                                          | extraparlementair (katholiek) |
|                                                         |               | Prosper Poullet (1868-1937)         | Minister Binnenlandse Zaken en Volksgezondheid           | Katholieke Unie               |
|                                                         |               | Albéric Ruzette (1866-1929)         | Minister ad interim Buitenlandse Zaken                   | Katholieke Unie               |
| Minister Landbouw en Openbare Werken                    |               | Albéric Ruzette (1866-1929)         |                                                          | Katholieke Unie               |
|                                                         |               | Paul Tschoffen (1878-1961)          | Minister Nijverheid, Arbeid en Maatschappelijke Voorzorg | Katholieke Unie               |
| Minister Spoorwegen, Zeewezen, Posterijen en Telegrafen |               | Paul Tschoffen (1878-1961)          |                                                          | Katholieke Unie               |
|                                                         |               | Albert Hellebaut (1868-1951)        | Minister Landsverdediging                                | extraparlementair             |
|                                                         |               | Henri Carton de Tournai (1878-1969) | Minister Koloniën                                        | Katholieke Unie               |
|                                                         |               | Romain Moyersoen (1870-1967)        | Minister Economische Zaken                               | Katholieke Unie               |